# Merikarvia
Merikarvia (in svedese Sastmola) è un comune finlandese di 2967 abitanti, situato nella regione del Satakunta.